# Вивиани, Элиа
Элиа Вивиани (итал. Elia Viviani, род. 7 февраля 1989 в Изола-делла-Скала, Италия) — итальянский профессиональный шоссейный и трековый велогонщик, выступающий c 2022 года за команду «Ineos Grenadiers». Олимпийский чемпион 2016 года на треке в (омниуме). Двухкратный чемпион мира и многократный победитель чемпионата Европы на треке в разных дисциплинах. Старший брат профессионального велогонщика Аттилио Вивиани.

## Достижения

### Шоссе
2010
1-й Мемориал Марко Пантани
1-й Бенш — Шиме — Бенш
1-й — Этап 7 Тур Турции
1-й — Этап 7b Вуэльта Кубы
3-й Гран-при Мизано-Адриатико
2011
1-й Гран-при Берега Этрусков
1-й Тур Мумбаи I
1-й Кубок Стрезы
Джиро ди Падания
1-й  Очковая классификация
1-й  Спринтерская классификация
1-й Этап 2
1-й — Этапы 4 & 5 Про Сайклинг Челлендж США
1-й — Этап 4 Тур Пекина
1-й — Этап 2 Тур Словении
2-й Тур Мумбаи II
2012
1-й Джиро ди Реджо-ди-Калабрия
1-й  Молодёжная классификация
1-й — Этапы 1 & 2
1-й Гран-при Берега Этрусков
1-й — Этап 1 Тур Пекина
1-й — Этап 6 Тур Сан-Луиса
1-й — Этап 2a Неделя Коппи и Бартали
2-й Мемориал Марко Пантани
2013
1-й  Тур Элк-Грова
1-й — Этапы 1 & 2
1-й Арнем-Венендал Классик
1-й — Этап 2 Критериум Дофине
1-й — Этап 1 Тур Британии
5-й Ваттенфаль Классик
7-й Гран-при Плуэ
2014
1-й Кубок Бернокки
1-й — Этапы 5 & 7 Тур Турции
1-й — Этап 4 Про Сайклинг Челлендж США
1-й — Этап 4 Тур Словении
1-й — Этап 3 Неделя Коппи и Бартали
2-й Классика Брюсселя
3-й Гран-при Фурми
2015
1-й — Этап 2 Тур Дубая
1-й — Этап 2 Джиро д’Италия
1-й — Этап 1 Энеко Тур
1-й — Этап 1 (КГ) Тур Романдии
1-й — Этапы 1, 3 & 8 Тур Британии
2-й Трофео Порререс
3-й Кюрне — Брюссель — Кюрне
2016
1-й — Этап 2 Тур Дубая
1-й — Этап 2 Три дня Де-Панне
2017
1-й Классика Гамбурга
1-й Классика Бретани
1-й — Этап 3 Тур Романдии
1-й — Этапы 1 & 3 Тур Австрии
1-й — Этап 2 Тур Британии
1-й — Этап 2 Рут-дю-Сюд
2-й  Чемпионат Европы в групповой гонке
2-й Схелдепрейс
3-й Гран-при Бруно Бегелли
5-й Тур Дубая
Тур Пуату — Шаранты
1-й  Очковая классификация
1-й — Этапы 1 & 3
9-й Милан — Сан-Ремо
2018
1-й  Чемпионат Италии в групповой гонке
1-й Классика Гамбурга
1-й Три дня Де-Панне
Джиро д’Италия
1-й  Очковая классификация
1-й — Этапы 2, 3, 13 & 17
1-й — Этапы 3, 10 & 21 Вуэльта Испании
1-й  Тур Дубая
1-й  Очковая классификация
1-й — Этапы 2 & 5
Адриатика – Ионика
1-й  Очковая классификация
1-й — Этапы 1 (КГ), 2, 4 & 5
Тур Абу Даби
1-й  Очковая классификация
1-й — Этап 2
1-й — Этап 3 Тур Даун Андер
2-й Гент — Вевельгем
2-й Кэдел Эванс Грейт Оушен Роуд
2-й Лондон — Суррей Классик
2-й Дварс дор хет Хагеланд
2019
1-й Кэдел Эванс Грейт Оушен Роуд
Тур ОАЭ
1-й  Очковая классификация
1-й — Этап 5
1-й — Этап 1 Тур Даун Андер
1-й — Этап 3 Тиррено — Адриатико
1-й Классика Гамбурга
3-й Три дня Брюгге — Де-Панне

### Трек
2010
1-й  Чемпионат Италии — омниум
2011
Чемпионат Италии
1-й  Преследование
1-й  Гонка по очкам
1-й  Мэдисон (с Давиде Чимолайем)
3-й  Скрэтч
2-й  Командное преследование
3-й  Кило
1-й Шесть дней Фьоренцуолы (с Якопо Гуарньери)
2-й  Чемпионат мира — скрэтч
3-й  Чемпионат Европы — омниум
3-й  Кубок мира (Астана) — омниум
2012
Чемпионат Европы
1-й  Гонка по очкам
3-й  Мэдисон (с Анджелло Чикконе)
3-й  Командное преследование
2013
Чемпионат Европы
1-й  Гонка по очкам
1-й  Мэдисон (с Лиамом Бертаззо)
Чемпионат Италии
1-й  Мэдисон (с Микеле Скартеззини)
1-й  Гонка по очкам
2-й  Преследование
2-й  Кило
3-й  Скрэтч
2014
1-й  Чемпионат Европы — омниум
Чемпионат Италии
1-й  Омниум
2-й  Преследование
2015
1-й  Чемпионат Европы — омниум
1-й Шесть дней Фьоренцуолы (с Алексом Буттаззони)
Чемпионат мира
2-й  Мэдисон (с Марком Коледаном)
3-й  Омниум
2016
1-й  Олимпийские игры — омниум
1-й Шесть дней Фьоренцуолы (с Микеле Скартеззини)
3-й Шесть дней Гента (с Ильо Кейссе)

## Статистика выступлений

### Гранд-туры
| Гонка           | 2012 | 2013 | 2014 | 2015 | 2016 | 2017 | 2018 |
| --------------- | ---- | ---- | ---- | ---- | ---- | ---- | ---- |
| Джиро д'Италия  | —    | 119  | 145  | 125  | НФ   | —    | 132  |
| Тур де Франс    | —    | —    | 162  | —    | —    | —    | —    |
| Вуэльта Испании | 128  | —    | —    | —    | —    | —    | 145  |

| —  | Не участвовал  |
| НФ | Не финишировал |